# 弓头燕鳐
弓头燕鳐（学名：Cypselurus arcticeps）为飞鱼科燕鳐属的鱼类，俗名弓头飞鱼。分布于日本、新几内亚以及南海、台湾东北海域等海域。该物种的模式产地在中国。